# Nomad
Nomad, Inc. (有限会社ノーマッド Nōmaddo?) es un estudio de animación japonés ubicado en Suginami, Tokio, Japón. Fue fundado en julio de 2003 por Tatsuya Ono, exmiembro de Pierrot y ex productor de Madhouse. A partir del 2004 el estudio comenzó a trabajar basándose en contratos originales con la producción de Rozen Maiden.

## Producciones

### Series de televisión
| Año  | Título                                              | Director(es)              | Fecha de primera transmisión | Fecha de última transmisión | Eps. | Notas                                                                                                   | Refs.         |
| ---- | --------------------------------------------------- | ------------------------- | ---------------------------- | --------------------------- | ---- | --- | ------------- |
| 2004 | Rozen Maiden                                        | Mamoru Matsuo             | 8 de octubre de 2004         | 24 de diciembre de 2004     | 12   | Adaptación del manga escrito e ilustrado por Peach-Pit.                                                 | [ 2 ]         |
| 2005 | Rozen Maiden: Träumend                              | Kō Matsuo                 | 21 de octubre de 2005        | 27 de enero de 2006         | 12   | Secuela de Rozen Maiden.                                                                                | [ 3 ]         |
| 2006 | Himesama Goyōjin                                    | Shigehito Takayanagi      | 13 de abril de 2006          | 20 de julio de 2006         | 12   | Historia original.                                                                                      | [ 4 ]         |
| 2006 | Chocotto Sister                                     | Yasuhiro Kuroda           | 12 de julio de 2006          | 20 de diciembre de 2006     | 24   | Adaptación del manga escrito por Gō Zappa e ilustrado por Sakura Takeuchi.                              | [ 5 ]         |
| 2007 | Sola                                                | Tomoki Kobayashi          | 7 de abril de 2007           | 30 de junio de 2007         | 13   | Adaptación del manga escrito por Naoki Hisaya e ilustrado por Chako Abeno.                              | [ 6 ]         |
| 2008 | Kyōran Kazoku Nikki                                 | Yasuhiro Kuroda           | 12 de abril de 2008          | 4 de octubre de 2008        | 26   | Adaptación de las novelas ligeras escritas por Akira e ilustradas por x6suke.                           | [ 7 ]         |
| 2008 | Yozakura Quartet                                    | Kō Matsuo                 | 3 de octubre de 2008         | 19 de diciembre de 2008     | 12   | Adaptación del manga escrito e ilustrado por Suzuhito Yasuda.                                           | [ 8 ]         |
| 2009 | Yoku Wakaru Gendai Mahō                             | Yasuhiro Kuroda           | 12 de julio de 2009          | 27 de septiembre de 2009    | 12   | Adaptación de las novelas ligeras escritas por Hiroshi Sakurazaka e ilustradas por Miki Miyashita.      | [ 9 ]         |
| 2009 | Kämpfer                                             | Yasuhiro Kuroda           | 2 de octubre de 2009         | 18 de diciembre de 2009     | 12   | Adaptación de las novelas ligeras escritas por Toshihiko Tsukiji e ilustradas por Senmu.                | [ 10 ]        |
| 2011 | Oretachi ni Tsubasa wa Nai: Under the Innocent Sky. | Shinji Ushiro             | 4 de abril de 2011           | 20 de junio de 2011         | 12   | Adaptación de la novela visual desarrollada por Navel.                                                  | [ 11 ] [ 12 ] |
| 2013 | Kitaku-bu Katsudō Kiroku                            | Hikaru Satō               | 5 de julio de 2013           | 11 de octubre de 2013       | 12   | Adaptación del manga escrito e ilustrado por Kuroha.                                                    | [ 13 ]        |
| 2013 | Futari wa Milky Holmes                              | Hiroshi Nishikiori        | 13 de julio de 2013          | 28 de septiembre de 2013    | 12   | Secuela de Tantei Opera Milky Holmes Dai 2 Maku. Coproducción junto a J.C.Staff.                        | [ 14 ]        |
| 2015 | Tantei Opera Milky Holmes TD                        | Hiroshi Nishikiori        | 4 de enero de 2015           | 28 de marzo de 2015         | 12   | Secuela de Futari wa Milky Holmes. Coproducción junto a J.C.Staff.                                      | [ 15 ]        |
| 2015 | Venus Project: Climax                               | Takehiro Nakayama         | 12 de julio de 2015          | 20 de septiembre de 2015    | 6    | Adaptación del videojuego desarrollado por Galat.                                                       | [ 16 ]        |
| 2018 | Jashin-chan Dropkick                                | Hikaru Satō               | 10 de julio de 2018          | 17 de septiembre de 2018    | 11   | Adaptación del manga escrito e ilustrado por Yukiwo.                                                    | [ 17 ]        |
| 2020 | Jashin-chan Dropkick'                               | Hikaru Satō Takanori Yano | 6 de abril de 2020           | 22 de junio de 2020         | 11   | Secuela de Jashin-chan Dropkick Episode 12.                                                             | [ 18 ]        |
| 2021 | Bungō Stray Dogs Wan!                               | Satonobu Kikuchi          | 13 de enero de 2021          | 31 de marzo de 2021         | 12   | Adaptación del manga escrito por Kafka Asagiri e ilustrado por Kanai Neko.. Coproducción junto a Bones. | [ 19 ]        |
| 2021 | Koi to Yobu ni wa Kimochi Warui                     | Naomi Nakayama            | 5 de abril de 2021           | 21 de junio de 2021         | 12   | Adaptación del manga escrito e ilustrado por Mogusu.                                                    | [ 20 ] [ 21 ] |
| 2022 | Jashin-chan Dropkick X                              | Hikaru Satō Taku Yamada   | 6 de julio de 2022           | 21 de septiembre de 2022    | 12   | Secuela de Jashin-chan Dropkick'.                                                                       | [ 22 ] [ 23 ] |
| 2023 | Alice Gear Aegis Expansion                          | Hirokazu Hanai            | 4 de abril de 2023           | 20 de junio de 2023         | 12   | Adaptación del videojuego desarrollado por Pyramid.                                                     | [ 24 ]        |
| 2024 | Giji Harem                                          | Toshihiro Kikuchi         | 5 de julio de 2024           | 20 de septiembre de 2024    | 12   | Adaptación del manga escrito e ilustrado por Yū Saitō.                                                  | [ 25 ] [ 26 ] |
| 2025 | Game Center Shо̄jo to Ibunka Kо̄ryū                   | Toshihiro Kikuchi         | 6 de julio de 2025           | —                           | —    | Adaptación del manga escrito e ilustrado por Hirokazu Yasuhara.                                         | [ 27 ] [ 28 ] |

### ONAs
| Año  | Título                          | Director(es) | Fecha de primera transmisión | Fecha de última transmisión | Eps. | Notas                            | Refs.  |
| ---- | ------------------------------- | ------------ | ---------------------------- | --------------------------- | ---- | -------------------------------- | ------ |
| 2010 | Ichirin-sha                     | Ushio Tazawa | 24 de septiembre de 2010     | 24 de septiembre de 2010    | 1    | Historia original.               | [ 29 ] |
| 2018 | Jashin-chan Dropkick Episode 12 | Hikaru Satō  | 1 de octubre de 2018         | 1 de octubre de 2018        | 1    | Secuela de Jashin-chan Dropkick. | [ 29 ] |

### OVAs
| Año  | Título                                                        | Director(es)        | Fecha de primera transmisión | Fecha de última transmisión | Eps. | Notas | Refs.  |
| ---- | ------------------------------------------------------------- | ------------------- | ---------------------------- | --------------------------- | ---- | --- | ------ |
| 2005 | Bokusatsu Tenshi Dokuro-chan                                  | Tsutomu Mizushima   | 13 de marzo de 2005          | 22 de septiembre de 2005    | 4    | Adaptación de las novelas ligeras escritas por Masaki Okayu e ilustradas por Torishimo. Coproducción junto a Hal Film Maker. | [ 30 ] |
| 2008 | Kaitō Tenshi Twin Angel                                       | Tatsuyuki Nagai     | 8 de agosto de 2008          | 2 de octubre de 2008        | 2    | Basada en una máquinas tragamonedas de TRIVY Corporation y Sammy.                                                            | [ 31 ] |
| 2011 | T.P. Sakura: Time Paladin Sakura                              | Takehiro Nakayama   | 27 de enero de 2011          | 24 de febrero de 2011       | 2    | Adaptación de la novela visual desarrollada por Circus.                                                                      | [ 32 ] |
| 2011 | Oretachi ni Tsubasa wa Nai: Hadairo Ritsu Kyūwari Zō!?        | Shinji Ushiro       | 24 de junio de 2011          | 24 de junio de 2011         | 1    | Adaptación de la novela visual desarrollada por Navel.                                                                       | [ 29 ] |
| 2011 | VitaminX Addiction                                            | Keiichiro Kawaguchi | 26 de agosto de 2011         | 21 de octubre de 2011       | 3    | Adaptación de la novela visual desarrollada por HuneX.                                                                       | [ 33 ] |
| 2021 | Alice Gear Aegis: Doki! Actress Darake no Mermaid Grand Prix♥ | Hirokazu Hanai      | 15 de septiembre de 2021     | 15 de septiembre de 2021    | 1    | Adaptación del videojuego desarrollado por Pyramid.                                                                          | [ 34 ] |

### Especiales
| Año  | Título                                           | Director(es)              | Fecha de primera transmisión | Fecha de última transmisión | Eps. | Notas                                                                                              | Refs.  |
| ---- | ------------------------------------------------ | ------------------------- | ---------------------------- | --------------------------- | ---- | -------------------------------------------------------------------------------------------------- | ------ |
| 2006 | Rozen Maiden: Ouvertüre                          | Kō Matsuo                 | 23 de diciembre de 2006      | 24 de diciembre de 2006     | 2    | Adaptación del manga escrito e ilustrado por PEACH-PIT.                                            | [ 35 ] |
| 2007 | Sola Specials                                    | Tomoki Kobayashi          | 25 de septiembre de 2007     | 26 de octubre de 2007       | 2    | Especiales incluidos en los DVDs.                                                                  | [ 29 ] |
| 2009 | Yoku Wakaru Gendai Mahō: Cruncha Cruncha Cruncha | Yasuhiro Kuroda           | 14 de junio de 2009          | 14 de junio de 2009         | 1    | Adaptación de las novelas ligeras escritas por Hiroshi Sakurazaka e ilustradas por Miki Miyashita. | [ 29 ] |
| 2011 | Kämpfer für die Liebe                            | Yasuhiro Kuroda           | 6 de marzo de 2011           | 6 de marzo de 2011          | 2    | Secuela de Kämpfer.                                                                                | [ 29 ] |
| 2020 | Jashin-chan Dropkick': Chitose-hen               | Hikaru Satō Takanori Yano | 30 de abril de 2020          | 30 de abril de 2020         | 1    | Adaptación del manga escrito e ilustrado por Yukiwo.                                               | [ 29 ] |